# 斯卡拉蒂峰
斯卡拉蒂峰（英語：Scarlatti Peak）是南極洲的山峰，位於亞歷山大一世島中部，處於霍爾斯特峰西北面15公里和沃爾頓山脈以東22公里，海拔高度750米，以意大利作曲家亞歷山德羅·斯卡拉蒂命名，現時由南極條約體系管理。